# 恩里科·德尼科拉

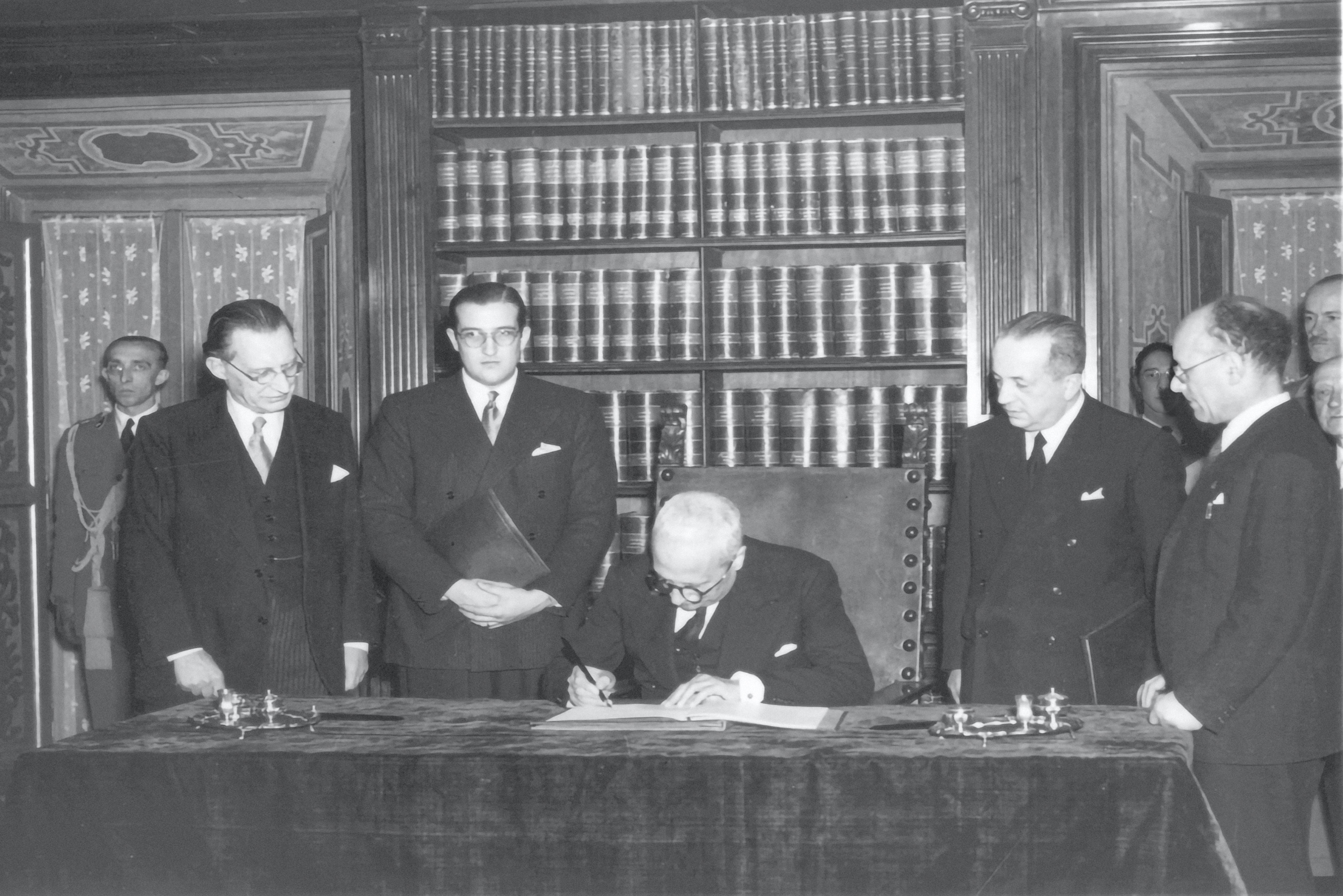
德尼科拉1947年12月27日签署意大利宪法

恩里科·德尼科拉（義大利語： 義大利語發音：[enˈriːko de niˈkɔːla]；1877年11月9日—1959年10月1日），意大利法官、记者、政治家。1946年—1948年，为首任意大利总统。

## 生平
恩里科·德尼科拉出生在那不勒斯，他在那不勒斯大学学习法律，1896年毕业，后成为意大利著名的和最受人尊敬的刑事律师。作为一个自由主义者，他在1909年第一次当选众议员，1913至1921年，他在政府中任职，并在乔瓦尼·乔利蒂政府担任殖民地部国务次卿(1913年11月－1914年3月)和在维托里奥·埃曼努尔·奥兰多内阁任财政部国务次卿(1919年1月－6月)。在选举众议员前夕，他对法西斯党产生了怀疑，主动退出该党。
1920年6月26日，他当选为下议院议长，任职到1924年1月。1929年他被国王维克托·伊曼纽尔三世任命为参议员，但他拒绝，只在那不勒斯当刑事律师。
1943年7月贝尼托·墨索里尼下台之后，德尼科拉回归政坛，1946年意大利举行全民公投，废除君主制，建立共和制，翁贝托二世国王离开意大利流亡国外，1946年6月28日，在制宪会议上，德尼科拉在第一轮投票中以80%的选票出任義大利共和國臨時國家元首。
1947年6月25日，德尼科拉因健康原因辞去总统职务，但第二天制宪会议立即再次选他为总统。
1948年1月1日意大利宪法生效后，他被正式命名为意大利共和国总统。4月18日共和国第一届议会選出路易吉·艾瑙迪接任总统。其後作为一位前国家元首成为终身参议员，后当选参议院议长和宪法法院院长。
1959年，他在那不勒斯省托雷德尔格雷科去世。